# 尤尼昂敦 (印地安納州佩里縣)
尤尼昂敦（英語：Uniontown）是位於美國印地安納州佩里縣的一個非建制地區。該地的面積和人口皆未知。

## 地理
尤尼昂敦所處的海拔為高於海平面208米（即682英呎），而該地所採用的時區為UTC-5，即北美東部時區（EST）。同時該地設有夏令時間，為UTC-5調快一小時，即UTC-4（EDT）。